# Confessionele Vereniging
De Confessionele Vereniging (CV) was een modaliteitsbeweging binnen de Protestantse Kerk in Nederland (PKN) die in 2020 is opgegaan in de Confessionele Beweging. De Confessionele Vereniging bestond vanaf 1864 en werd opgericht door Groen van Prinsterer om de eenheid in het Nederlandse protestantisme te herstellen. De Gereformeerde Bond ontstond in 1906 als afsplitsing van deze vereniging.
Van oudsher was de Confessionele Vereniging een modaliteitsbeweging in de Nederlandse Hervormde Kerk. Sinds de wording van de PKN in 2004 was de Vereniging verbonden aan het geheel van de Protestantse Kerk in Nederland. Er was in toenemende mate samenwerking met het Confessioneel Gereformeerd Beraad (CGB), van oorsprong een modaliteitsbeweging binnen de Gereformeerde Kerken in Nederland die eveneens in de Protestantse Kerk in Nederland waren opgegaan, evenals met de Gereformeerde Bond (GB) en het Evangelisch Werkverband (EW). De CV vormde samen met de GB, CGB en EW de moderne orthodoxie in de Protestantse Kerk. Er was overleg in de Appèlkring.
In 2008 besloot de Vereniging tot de oprichting van de Stichting Schrift en Belijden. Ds. B.H. Weegink uit Katwijk probeerde als algemeen secretaris van Schrift en Belijden het gedachtegoed van de Confessionele Vereniging te verspreiden. De aanpak was gericht op 'Confessioneel als een beweging voor verdieping en vernieuwing'. In 2012 verscheen het eerste deel van de geloofsserie Geloven op goede gronden.
De vereniging had ongeveer 1250 leden. In 2001 rekenden zich 326 predikanten, van wie 184 dienstdoend, en ongeveer 180 (wijk-)gemeenten tot de Confessionele Vereniging. Naar schatting vertegenwoordigden zij 350.000 kerkleden van de Protestantse Kerk in Nederland. Vijf tot tien theologiestudenten waren lid van de Confessionele Vereniging en een groot aantal sympathiseerde met het werk van de CV in Schrift en Belijden.
De Vereniging gaf een eigen blad uit onder de naam HW Confessioneel. Landelijk en regionaal werden lezingen, conferenties en ontmoetingsdagen georganiseerd.
In 2020 is de Confessionele Vereniging gefuseerd met het Confessioneel Gereformeerd Beraad tot de Confessionele Beweging.